# 三好一 (ギャラリー上方代表)
三好 一（みよし はじめ、1935年 - ）は生活文化研究者、画廊経営者。
コーヒーカップ、蕎麦猪口、酒器の歴史や江戸期の陶磁器の値段などの生活文化を研究する。ギャラリー上方代表。

## 著書
- そばちょこ 三好一 著 保育社 1973 (カラーブックス)
- 小皿豆皿 三好一 著 保育社 1975 (カラーブックス)
- ニッポン・サーカス物語 : 海を越えた軽業・曲芸師たち 三好一 著 白水社 1993
- 日本のポスター : 明治大正昭和 三好一 著 京都書院 1997 (京都書院アーツコレクション ; 28 デザイン 3)
- 日本のラベル 三好一 著 京都書院 1997 (京都書院アーツコレクション ; 65 デザイン 7)
- 明治大正日本のマッチラベル 三好一 著 京都書院 1998 (京都書院アーツコレクション ; 82)
- 日本のポスター : 明治大正昭和 三好一 著 紫紅社 2003 (紫紅社文庫)
- 楽しい小皿 三好一 [著] 青幻舎 2005
- マッチラベル : 明治大正 三好一 著 紫紅社 2010 (紫紅社文庫)
- 日本のラベル : 明治大正昭和 三好一 著 紫紅社 2010 (紫紅社文庫)
- 広告マッチラベル : 大正昭和 三好一 著 紫紅社 2010 (紫紅社文庫)
- 創作応用カット図案集 : 女子師範学生があつめた大正ロマン [小山知弘] [編著],三好一 編 紫紅社 2012
- モダン絵封筒の世界 : 大正・昭和 三好一 著 紫紅社 2018
- 日本のラベル = Labels of Japan : 明治・大正・昭和 三好一 著 IBCパブリッシング 2022
- 広告マッチラベル = Advertising Matchbox Labels in Japan : 大正・昭和 三好一 著 IBCパブリッシング 2022
- 日本のポスター = Posters of Japan : 明治・大正・昭和 三好一 著 IBCパブリッシング 2022